# Line Arlien-Søborg
Line Arlien-Søborg (Aarhus, 25 de julho de 1966) é uma ex-atriz e diretora de cinema dinamarquesa. Em 1984, recebeu os prêmios Bodil e Robert de melhor atriz pelo filme Beauty and the Beast (1983) de Nils Malmros.

## Carreira
Em 1986, Arlien-Søborg atuou na minissérie de televisão dinamarquesa Kaj Munk e em Århus by Night de Nils Malmros em 1989. Ela se formou em história da literatura, e trabalhou para o estúdio DR Television, onde escreveu e dirigiu a minissérie Derude med snøren. Posteriormente trabalhou como assistente de direção para Malmros em dois filmes, At kende sandheden de 2002 e Kærestesorger (2009).

## Vida pessoal
Arlien-Søborg vive em Risskov com o marido e os dois filhos.